# Nội Thân vương Aiko
Nội thân vương Aiko (敬宮愛子内親王 (Kính cung Ái Tử nội thân vương) Toshi-no-miya Aiko Nai-shinnō, 1 tháng 12, 2001) là con gái duy nhất của Thiên hoàng Naruhito và Hoàng hậu Masako, cháu gái nội lớn nhất của Thượng hoàng Akihito và Thượng Hoàng hậu Michiko. Aiko hiện là người đứng đầu và là thành viên duy nhất của nhánh Kính cung, hoàng gia Nhật Bản.

## Tiểu sử
Nội Thân vương ra đời lúc 14 giờ 43 phút giờ địa phương, ngày 1 tháng 12 năm 2001 tại Bệnh viện Cung nội sảnh trong khuôn viên Hoàng cung Tokyo. Hoàng nữ được đặt tên là Aiko (愛子 (Ái Tử)), cung hiệu Kính cung (敬宮 Toshi no Miya). Tên của Hoàng nữ được cha mẹ cô đặt trong lễ đặt tên 7 ngày sau, ngày 7 tháng 12.
Tên và cung hiệu của hoàng nữ được đặt tên lấy ý từ một câu trong Mạnh Tử, nguyên văn: "Nhân giả Ái nhân, hữu lễ giả Kính nhân, ái nhân giả nhân hằng ái chi, kính nhân giả nhân hằng kính chi."
Hoàng nữ xuất hiện lần đầu trước công chúng trong ngày lễ Trẻ em ngày 1 tháng 5 năm 2005 cùng bố mẹ tại khu Hibiya, Tokyo.
Năm 2008, Hoàng nữ nhập học Gakushuin theo truyền thống Hoàng gia.
Năm 2010, Nội thân vương bị các nam sinh cùng trường bắt nạt vào đầu tháng 3 , tới ngày 2 tháng 5 cùng năm thì cô trở lại trường học nhưng hạn chế tham dự các lớp học và chỉ vào lớp khi có mẹ đi cùng.
Tháng 11 năm 2011, cô mắc bệnh viêm phổi. Năm 2014, cô nhập học Trường nữ Trung học Gakushuin.
Năm 2018, Aiko lần đầu tiên đi nước ngoài một mình khi sang Anh tham gia khoá hè tại Trường Cao đẳng Eton. Sau khi về nước, cô tự tin trả lời báo chí và đảm nhiệm vai trò MC cho đội múa của trường. Theo nhiều nguồn giấu tên, Aiko cũng đóng vai trò quan trọng trong việc hỗ trợ tinh thần cho mẹ cô, Masako, khi bà lên làm Hoàng hậu.
Tháng 4 năm 2020, Aiko nhập học Trường Đại học Gakushuin, Tokyo, chuyên ngành Ngôn ngữ học và Văn học Nhật Bản.
Sở thích của Aiko là viết thư pháp, làm thơ, nhảy dây và chơi violin cùng piano.

## Vấn đề kế vị
Việc Hoàng gia không có hoàng nam kế vị trong gần 10 năm từ khi Đương kim Thiên Hoàng thành hôn dẫn tới cuộc tranh luận công khai đầu tiên trong lịch sử Nhật Bản hiện đại về việc sửa đổi luật để cho phép Hoàng nữ kế ngôi.
Koizomi Junichiro, Thủ tướng Nhật Bản lúc bấy giờ, phát biểu trong một hội nghị năm 2006 rằng ông có ý định trình một dự luật ra quốc hội nhằm mở đường cho việc thay đổi luật Hoàng thất. Dự luật được trình ra quốc hội tháng 1 năm 2006.
Dự luật này được hủy bỏ sau khi em họ của Nội thân vương Aiko là Thân vương Hisahito, trưởng nam của Thân vương Fumihito được hạ sinh ngày 6 tháng 9 năm 2006. Theo luật Hoàng nam sẽ kế tục ngôi Thiên hoàng sau bác mình là Thiên hoàng Naruhito và cha mình là Thân Vương Fumihito.